# 链型植物
链型植物（学名：Streptophyta）是植物中的一大类群，包括轮藻门（广义上的轮藻）和有胚植物（现存的陆生植物：苔藓维管植物）两大类。